# Libenge
Libenge är en ort i Kongo-Kinshasa. Den ligger i provinsen Sud-Ubangi, i den nordvästra delen av landet, 1 000 km norr om huvudstaden Kinshasa.